# Miss Universo Australia
Miss Universo Australia (en inglés: Miss Universe Australia) es un concurso de belleza nacional en Australia. Se encarga de seleccionar a las representantes del país para el concurso Miss Universo.

## Historia
En 1952, Leah MacCartney fue la primera Miss Universo Australia. Compitiendo como Miss Victoria, ganó el título el 16 de junio en Melbourne. Entre 1964 y 1965, las representantes australianas fueron seleccionadas por el Moomba Festival de Melbourne.
El concurso «Quest of Quests» (en español: «búsqueda de búsquedas») se llevó a cabo en Australia desde 1967 hasta 1979, organizado por la cadena minorista Waltons. Su objetivo era seleccionar representantes australianas para concursos internacionales como Miss Mundo y Miss Universo. Las ganadoras estatales, llamadas «Dream Girl» (en español: «chica de ensueño»), competían en la final nacional, donde se otorgaban títulos como Miss Mundo Australia, Miss Teen Australia y Dream Girl Australia. Desde 1977, Miss Universo Australia se seleccionaba en un concurso separado.
A finales de octubre de 1977, el periódico The Australian Women's Weekly anunció que a partir del año siguiente organizaría junto con la estación de televisión TVW Enterprises, el Australian Beauty Pageant (en español: concurso de belleza australiano), en el que seleccionarían a la Australian Beauty Queen (en español: reina de belleza australiana) que representaría al país en Miss Universo. Beverley Pinder fue la ganadora de la primera edición.
En 1991, Australia no participó en el Miss Universo debido a la falta de patrocinadores y recursos financieros, afectados por la recesión económica del momento. June Dally-Watkins, titular de la franquicia de Miss Universo Australia, no pudo cubrir los costos estimados de $50,000 para enviar a una representante a la competencia en Las Vegas (Estados Unidos). En 1992, Jim Davie adquirió la licencia de Miss Universo y se convirtió en el director de Miss Universo Australia hasta que renunció en 2001, debido a la falta de recursos económicos. En 2002, Davie regresó como director hasta que renunció nuevamente en 2006. En 2007, Deborah Miller se convirtió en directora nacional del concurso hasta principios de 2016. En febrero, se anunció que el nuevo director de Miss Universo Australia es Troy Barbagallo, nombrado por IMG.

## Ganadoras
Colores clave
     : Declarada como ganadora
     : Terminó como finalista
     : Terminó como una de las semifinalistas o cuartofinalistas
     : Terminó como ganadora de premios especiales
| Año  | Miss Universo Australia | Ciudad de origen | Posición en Miss Universo | Premios especiales |
| ---- | ----------------------- | ---------------- | ------------------------- | ------------------ |
| 2025 | Lexie Brant             | Brisbane         | Por competir              | Por competir       |
| 2024 | Zoe Creed               | Brisbane         | No clasificó              |                    |
| 2023 | Moraya Wilson           | Melbourne        | Segunda finalista         |                    |
| 2022 | Monique Riley           | Sídney           | Top 16                    |                    |
| 2021 | Daria Varlamova         | Melbourne        | No clasificó              |                    |
| 2020 | Maria Thattil           | Melbourne        | Top 10                    |                    |
| 2019 | Priya Serrao            | Melbourne        | No clasificó              |                    |
| 2018 | Francesca Hung          | Sídney           | Top 20                    |                    |
| 2017 | Olivia Rogers           | Adelaida         | No clasificó              |                    |
| 2016 | Caris Tiivel            | Perth            | No clasificó              |                    |
| 2015 | Monika Radulovic        | Sídney           | Top 5                     |                    |
| 2014 | Tegan Martin            | Newcastle        | Top 10                    |                    |
| 2013 | Olivia Wells            | Melbourne        | No clasificó              |                    |
| 2012 | Renae Ayris             | Perth            | Tercera finalista         |                    |
| 2011 | Scherri-Lee Biggs       | Perth            | Top 10                    |                    |
| 2010 | Jesinta Franklin        | Costa Dorada     | Segunda finalista         | - Miss Simpatía    |
| 2009 | Rachael Finch           | Townsville       | Tercera finalista         |                    |
| 2008 | Laura Dundovic          | Sídney           | Top 10                    |                    |
| 2007 | Kimberley Busteed       | Gladstone        | No clasificó              |                    |
| 2006 | Erin McNaught           | Canberra         | No clasificó              |                    |
| 2005 | Michelle Guy            | Perth            | No clasificó              |                    |
| 2004 | Jennifer Hawkins        | Newcastle        | Miss Universo 2004        |                    |
| 2003 | Ashlea Talbot           | Sídney           | No clasificó              |                    |
| 2002 | Sarah Davies            | Brisbane         | No clasificó              |                    |
| 2000 | Samantha Frost          | Sídney           | No clasificó              |                    |
| 1999 | Michelle Shead          | Sídney           | No clasificó              |                    |
| 1998 | Renee Henderson         | Melbourne        | No clasificó              |                    |
| 1997 | Laura Csortan           | Sídney           | No clasificó              | - Miss Simpatía    |
| 1996 | Jodie McMullen          | Sídney           | No clasificó              | - Miss Simpatía    |
| 1995 | Jacqueline Shooter      | Sídney           | No clasificó              |                    |
| 1994 | Michelle van Eimeren    | Brisbane         | No clasificó              |                    |
| 1993 | Voni Delfos             | Brisbane         | Top 6                     |                    |
| 1992 | Georgina Denahy         | Costa Dorada     | Top 10                    |                    |
| 1991 | No compitió             | No compitió      | No compitió               | No compitió        |
| 1990 | Charmaine Ware          | Sídney           | No clasificó              |                    |
| 1989 | Karen Wenden            | Sídney           | No clasificó              | - Miss Fotogénica  |
| 1988 | Vanessa Gibson          | Sídney           | No clasificó              |                    |
| 1987 | Jennine Leonarder       | Sídney           | No clasificó              |                    |
| 1986 | Christina Bucat         | Sídney           | No clasificó              |                    |
| 1985 | Elizabeth Rowly         | Brisbane         | No clasificó              |                    |
| 1984 | Donna Rudrum            | Hobart           | No clasificó              |                    |
| 1983 | Simone Cox              | Sídney           | No clasificó              |                    |
| 1982 | Lou-Anne Ronchi         | Adelaida         | No clasificó              |                    |
| 1981 | Karen Sang              | Sídney           | No clasificó              |                    |
| 1980 | Katrina Rose            | Melbourne        | No clasificó              |                    |
| 1979 | Kerry Dunderdale        | Perth            | No clasificó              |                    |
| 1978 | Beverley Pinder         | Melbourne        | No clasificó              |                    |
| 1977 | Jill Maree Minahan      | Melbourne        | No clasificó              |                    |
| 1976 | Julie Anne Ismay        | Sídney           | Cuarta finalista          |                    |
| 1975 | Jennifer Matthews       | Sídney           | No clasificó              |                    |
| 1974 | Yasmin May Nagy         | Melbourne        | Top 12                    |                    |
| 1973 | Susan Mainwaring        | Brisbane         | No clasificó              |                    |
| 1972 | Kerry Anne Wells        | Perth            | Miss Universo 1972        |                    |
| 1971 | Suzanne Rayward         | Sídney           | Primera finalista         |                    |
| 1970 | Joan Lydia Zelanda      | Sídney           | Segunda finalista         |                    |
| 1969 | Joanne Barret           | Sídney           | Segunda finalista         |                    |
| 1968 | Lauren Jones            | Sídney           | No clasificó              |                    |
| 1965 | Pauline Verey           | Melbourne        | Top 15                    |                    |
| 1964 | Ria Lubyen              | Melbourne        | No clasificó              |                    |
| 1958 | Astrid Lindholm         | Adelaida         | No clasificó              |                    |
| 1954 | Shirley Bliss           | Narrandera       | No clasificó              |                    |
| 1953 | Maxine Morgan           | Sídney           | Cuarta finalista          |                    |
| 1952 | Leah McCartney          | Melbourne        | No clasificó              |                    |

## Galería de ganadoras

Daria Varlamova, Miss Universo Australia 2021
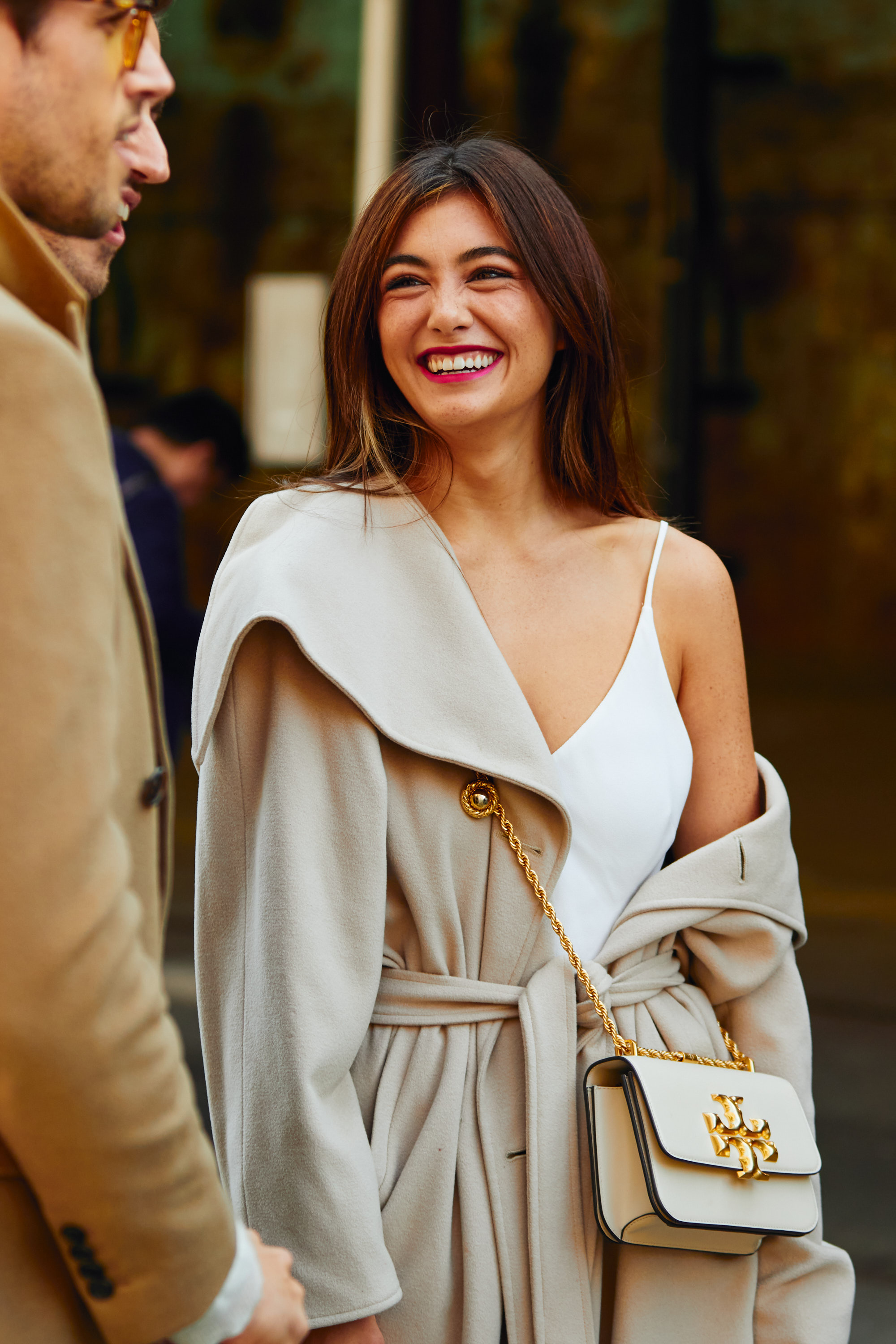
Francesca Hung, Miss Universo Australia 2018
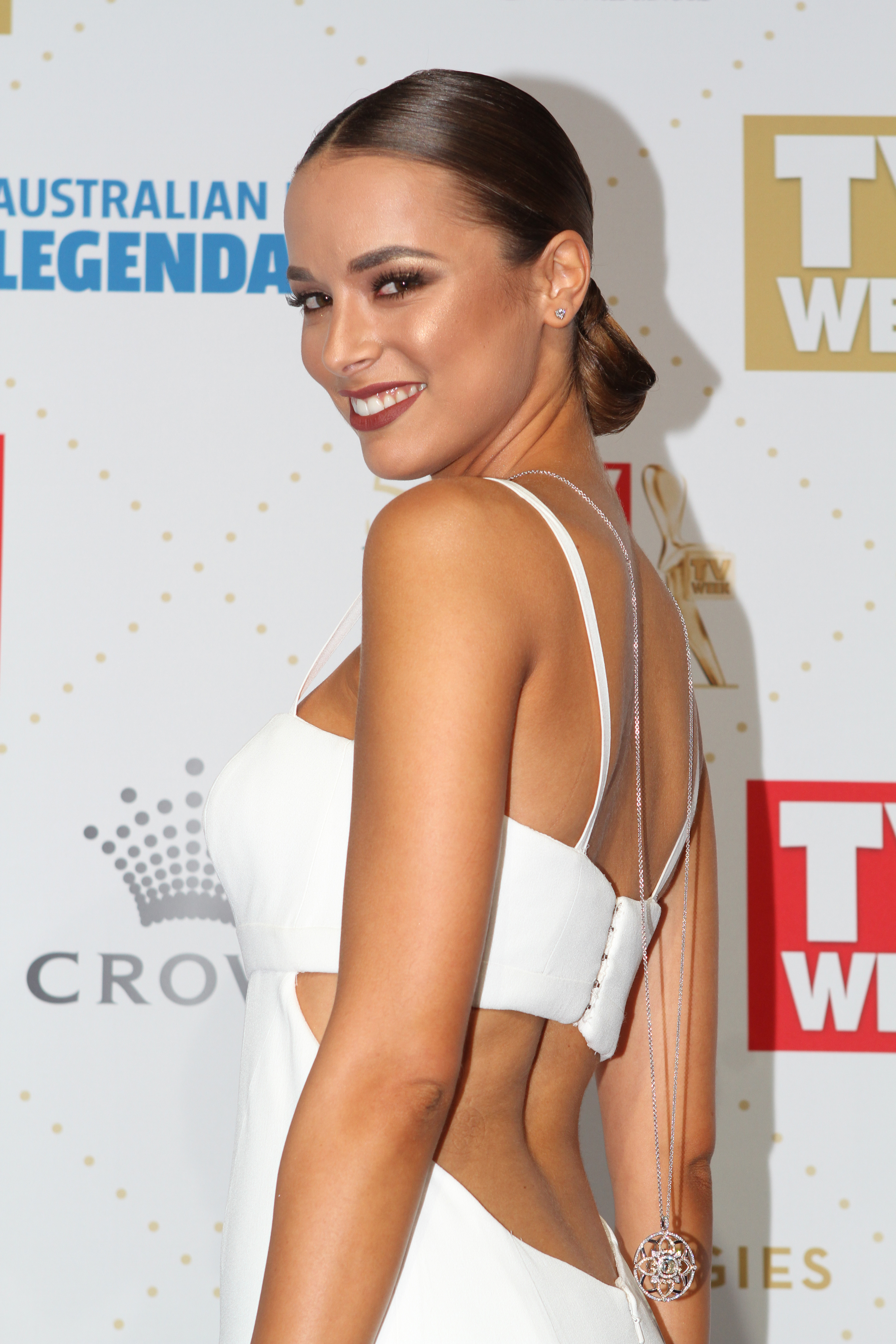
Monika Radulovic, Miss Universo Australia 2015
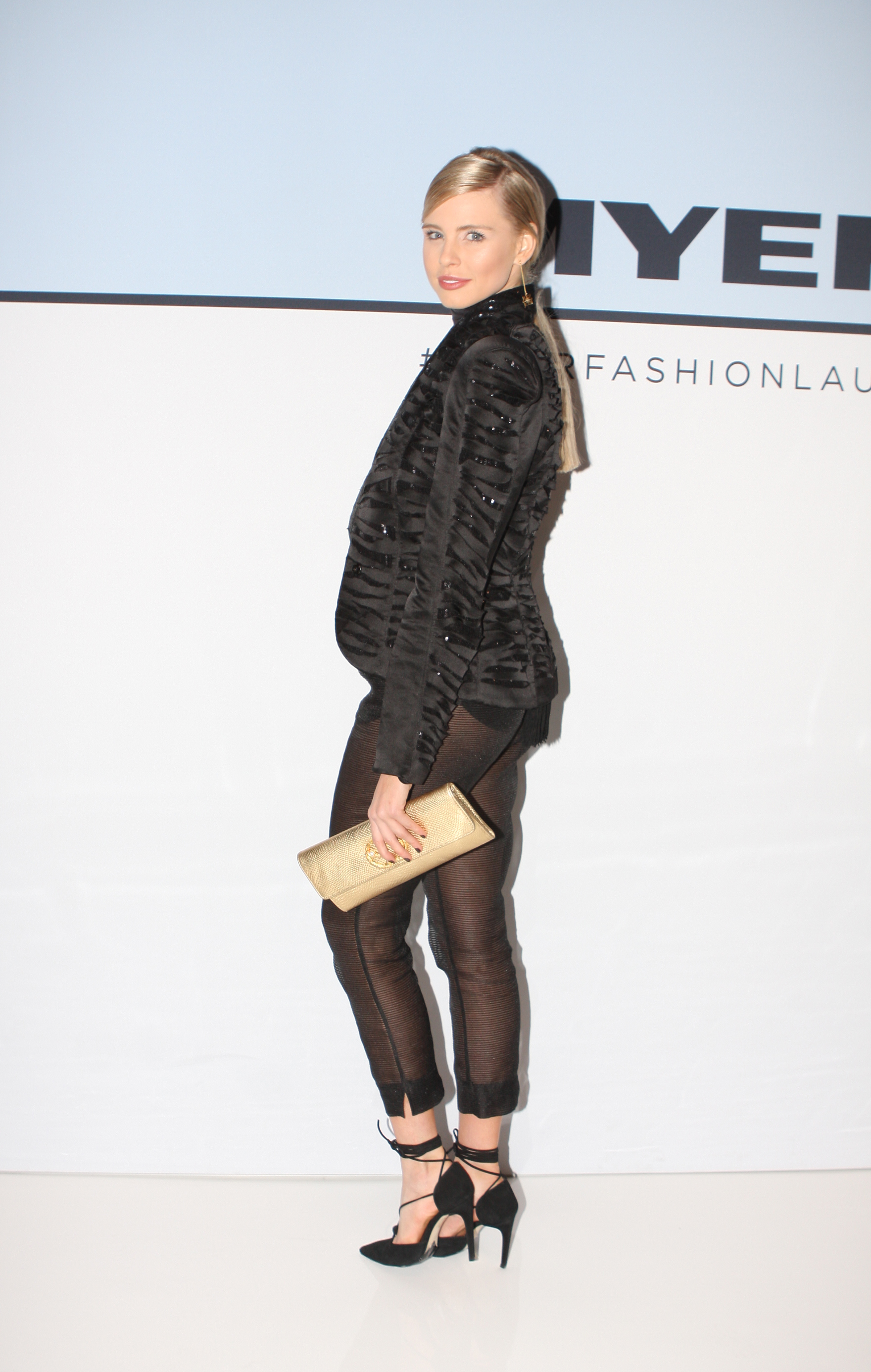
Tegan Martin, Miss Universo Australia 2014
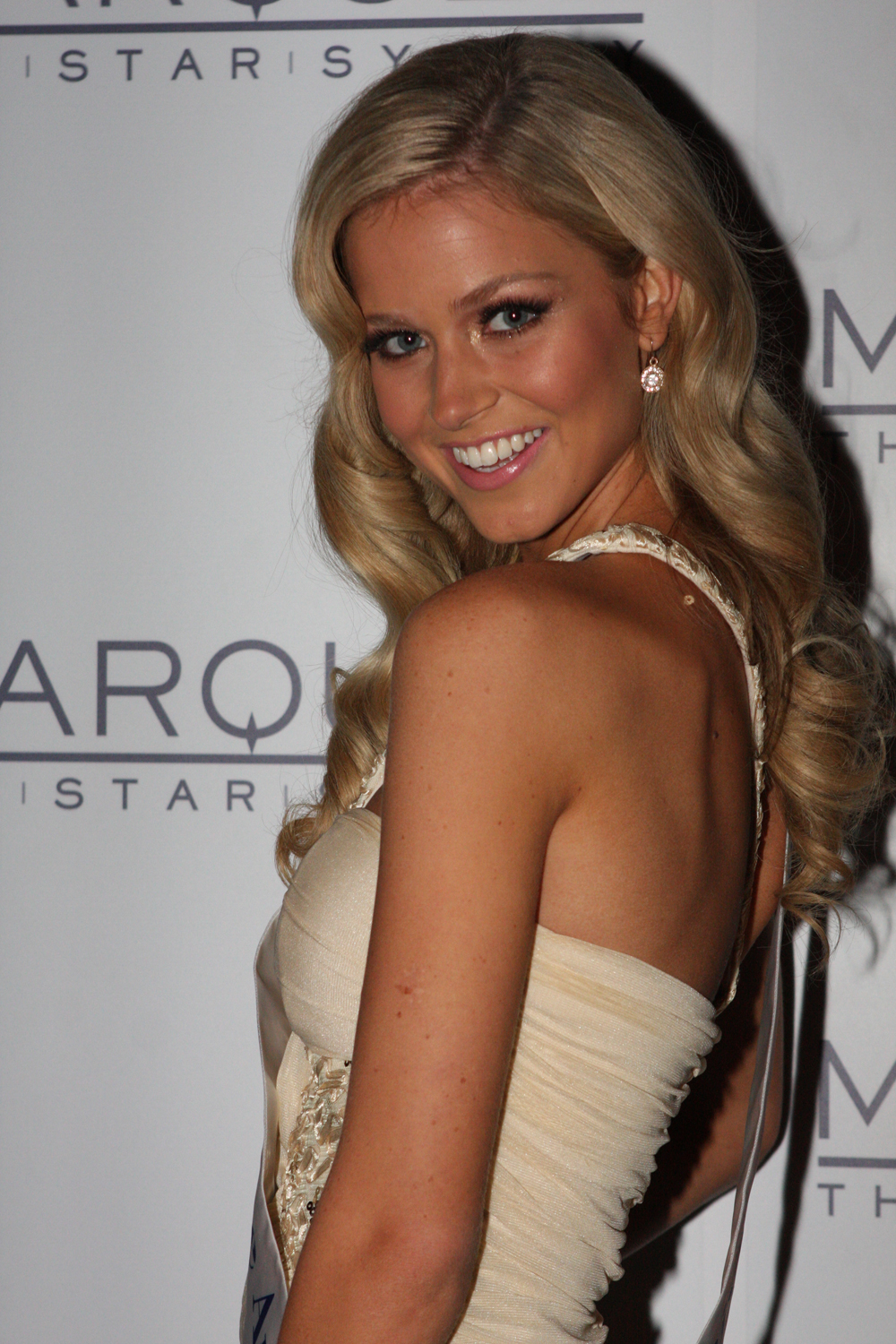
Renae Ayris, Miss Universo Australia 2012
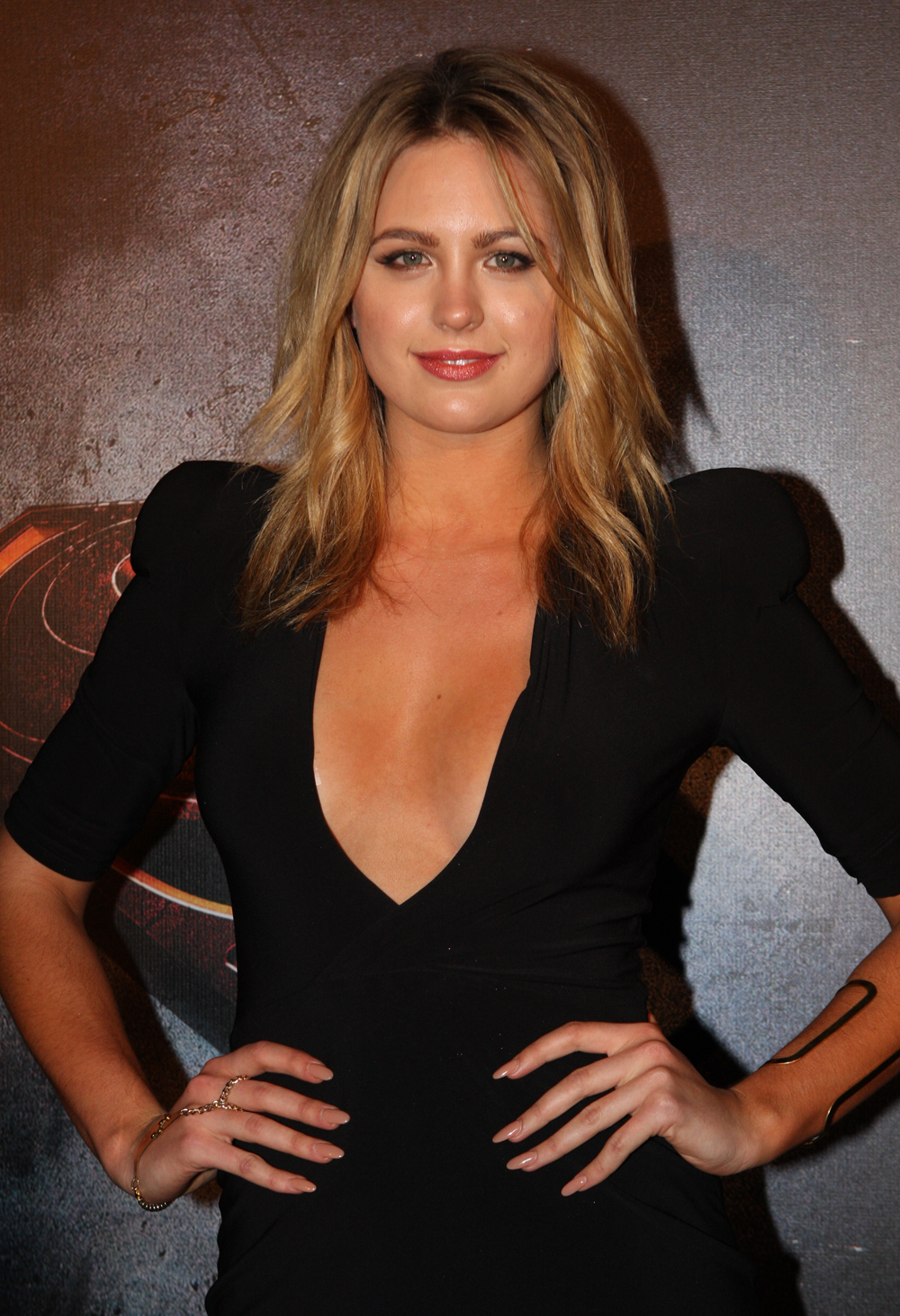
Jesinta Franklin, Miss Universo Australia 2010
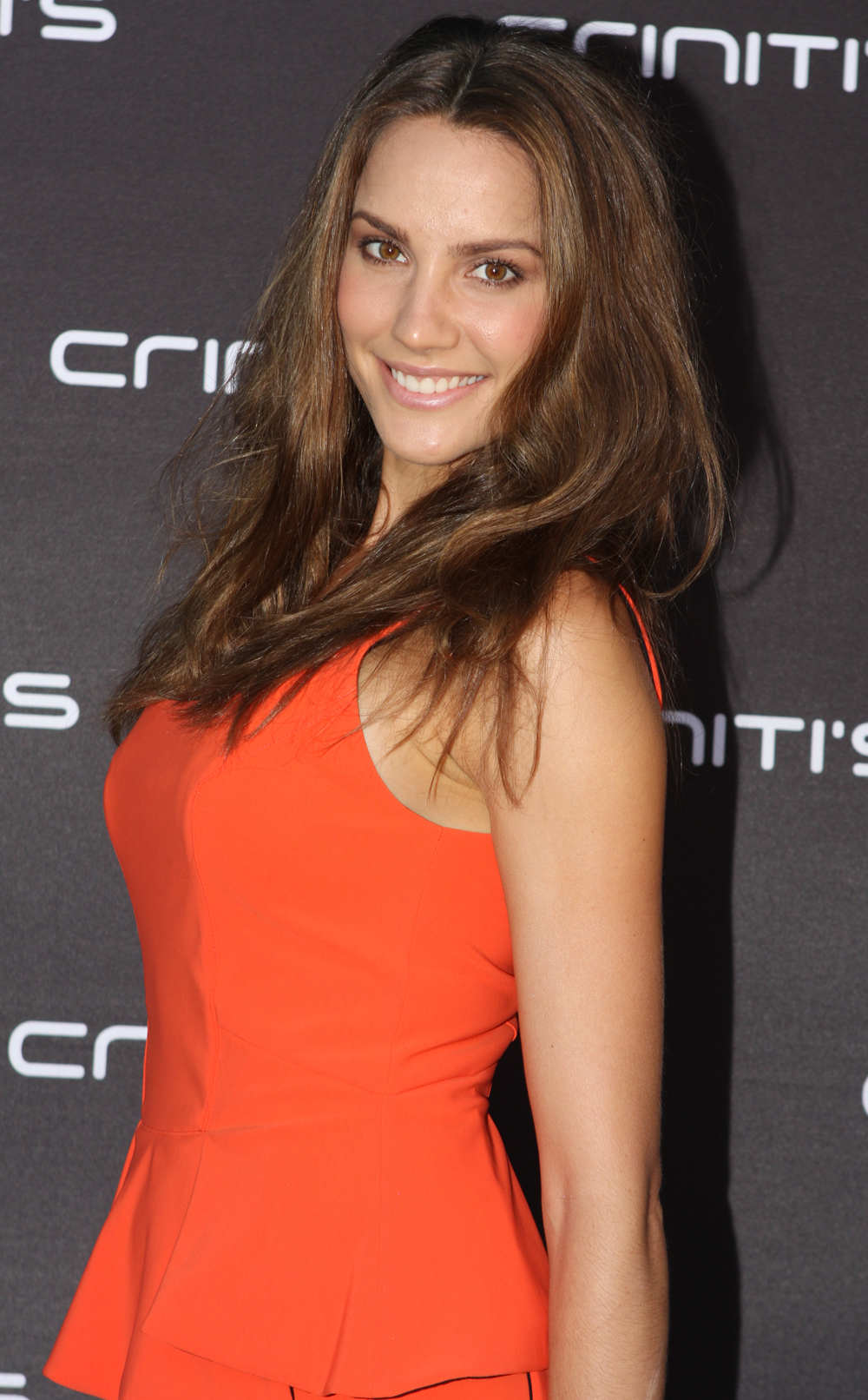
Rachael Finch, Miss Universo Australia 2009
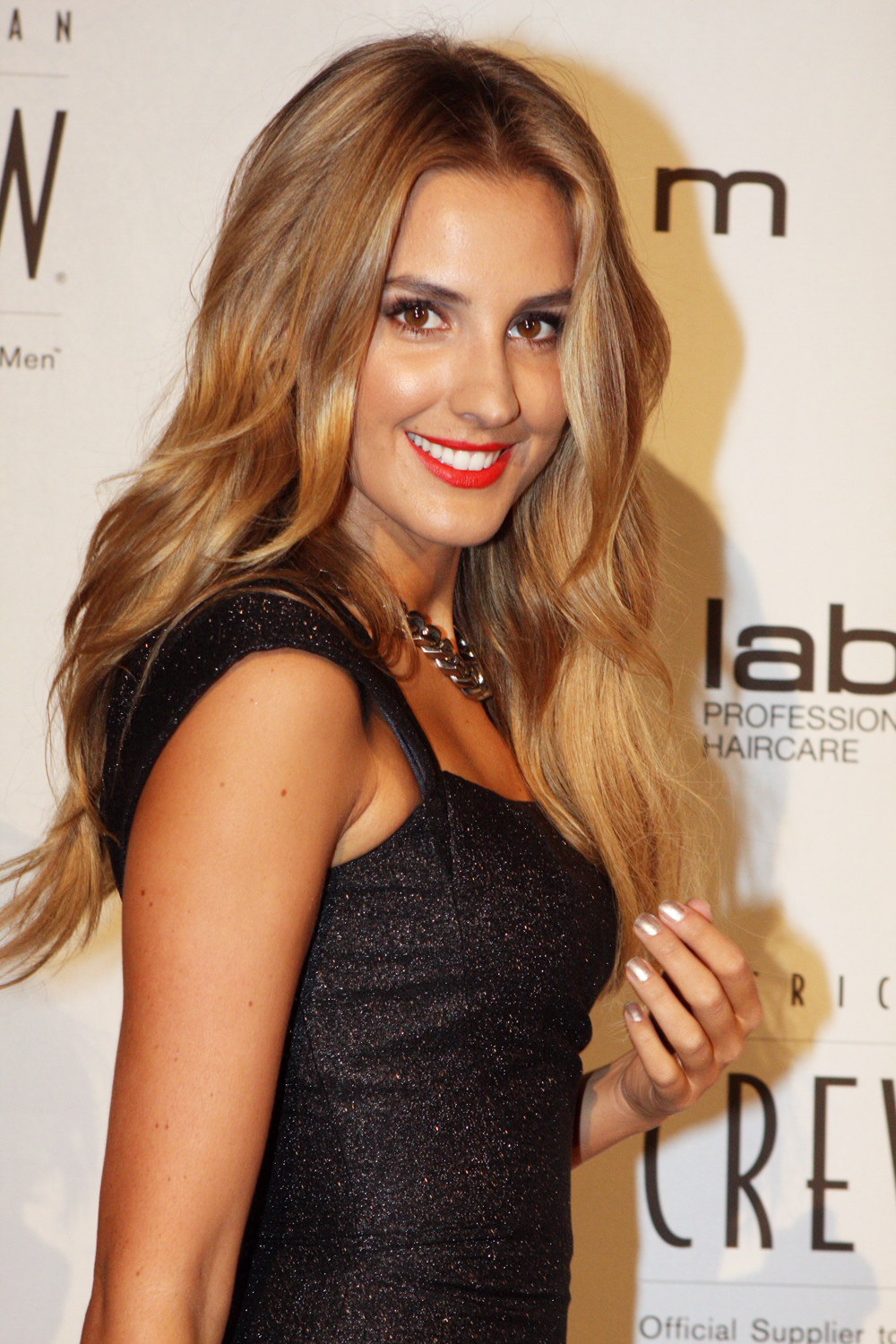
Laura Dundovic, Miss Universo Australia 2008
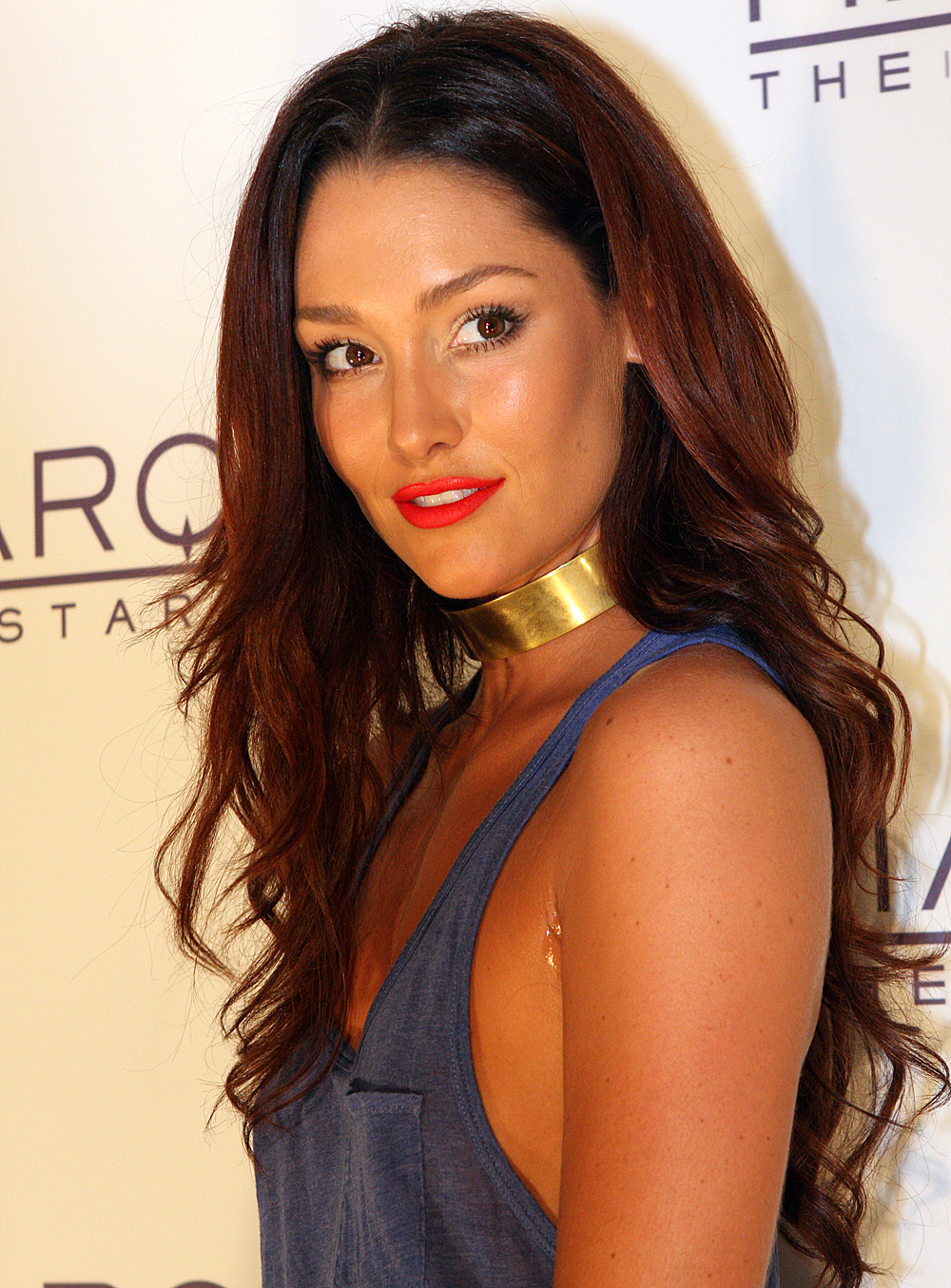
Erin McNaught, Miss Universo Australia 2006
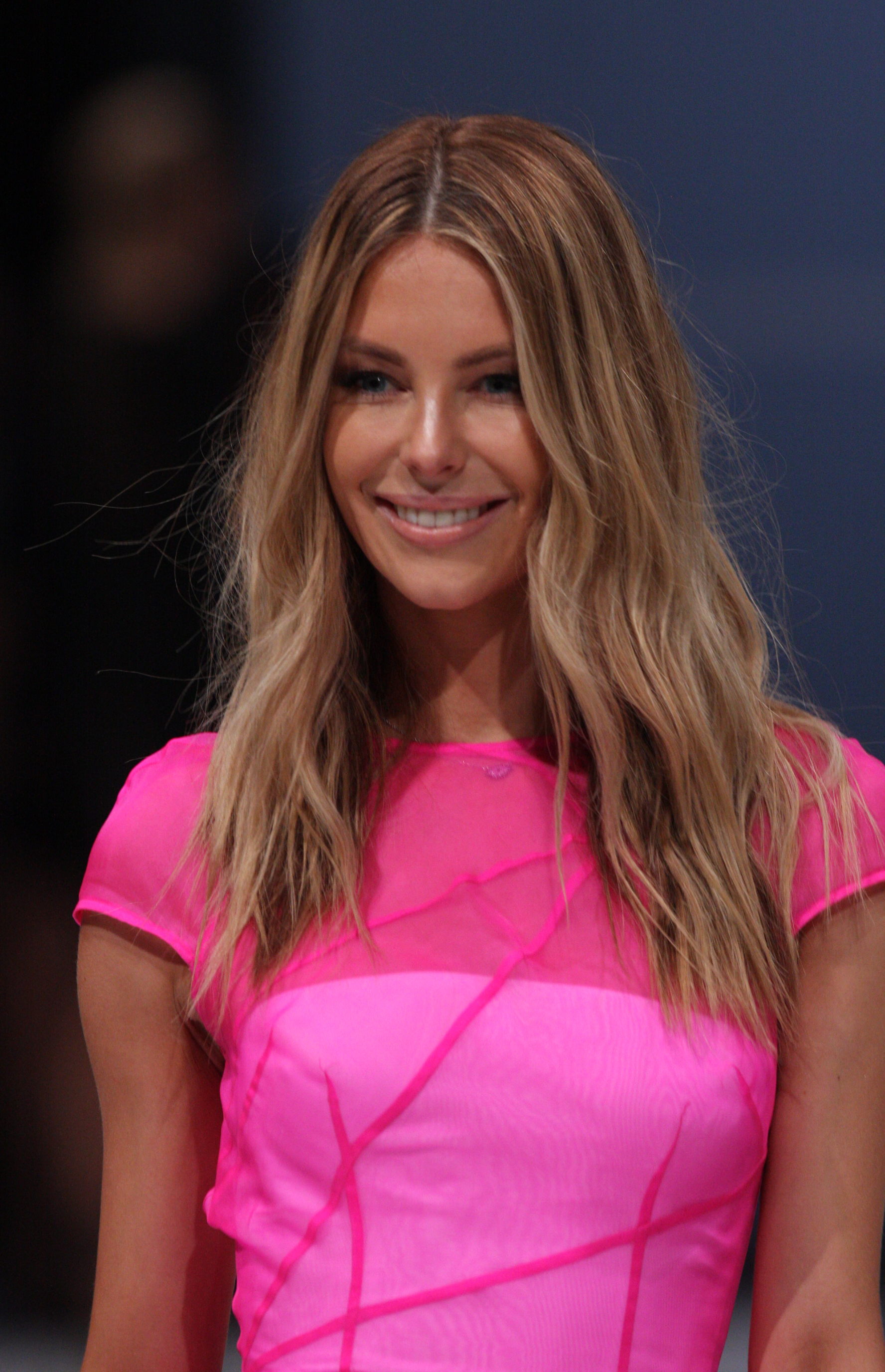
Jennifer Hawkins, Miss Universo Australia 2004 y Miss Universo 2004
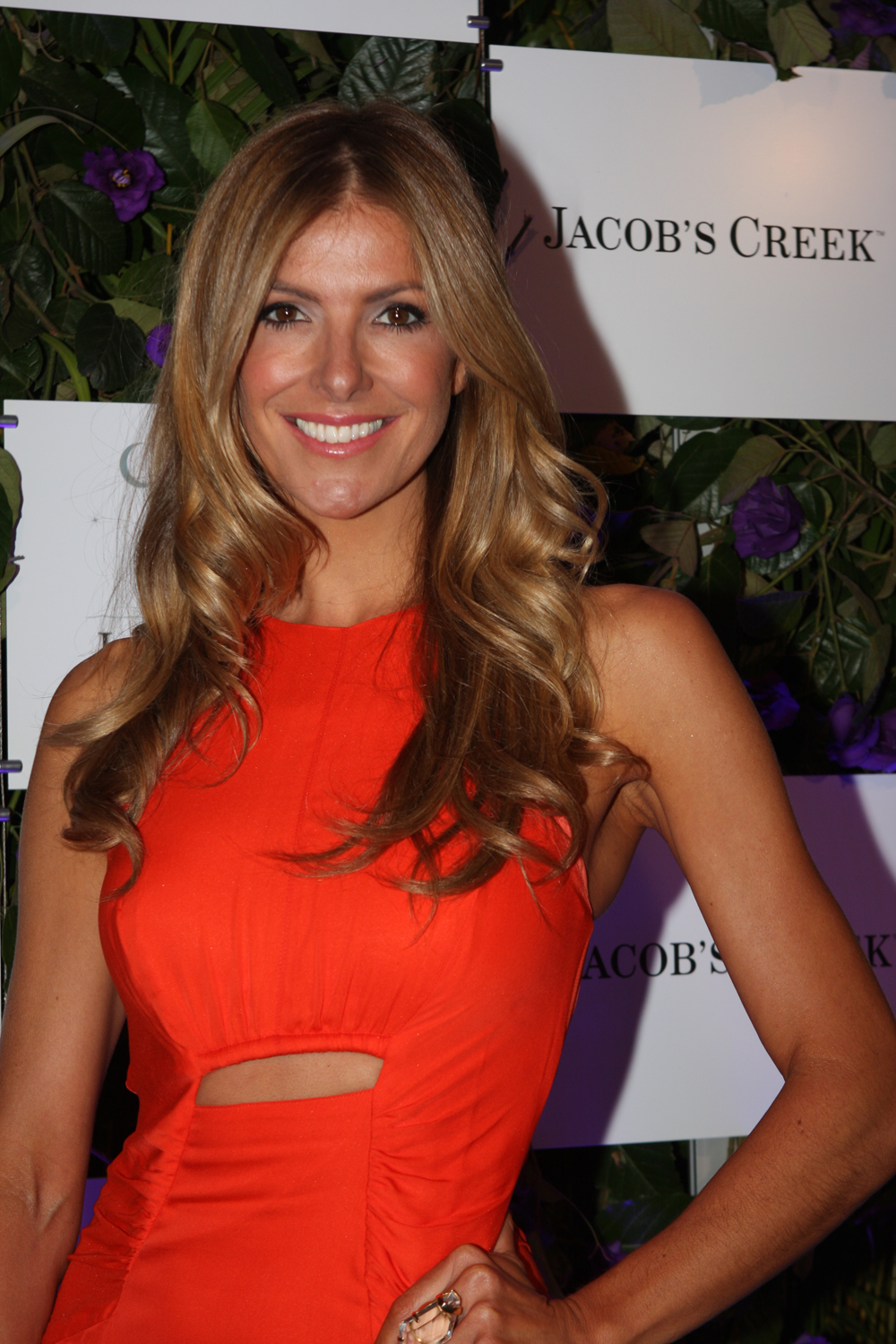
Laura Csortan, Miss Universo Australia 1997